# Château-Arnoux-Saint-Auban
Château-Arnoux-Saint-Auban település Franciaországban, Alpes-de-Haute-Provence megyében. Lakosainak száma 5095 fő (2022. január 1.). Château-Arnoux-Saint-Auban Aubignosc, Châteauneuf-Val-Saint-Donat, L’Escale, Les Mées, Montfort és Volonne községekkel határos.

## Népesség
A település népességének változása:
| Lakosok száma | 6532 | 5576 | 5109 | 5126 | 5198 | 5184 | 5139 | 5089 | 5063 | 5095 |
|               | 1968 | 1982 | 1990 | 2006 | 2013 | 2015 | 2017 | 2019 | 2020 | 2022 |